# Apeira loniceraria
Apeira loniceraria là một loài bướm đêm trong họ Geometridae.